# Athanase Bala
Athanase Bala (2 de março de 1927 - 3 de setembro de 2019) foi um bispo católico romano camaronês.
Bala nasceu nos Camarões e foi ordenado ao sacerdócio em 1955. Ele serviu como bispo titular de Gegi e bispo coadjutor da Diocese Católica Romana de Bafia, Camarões, de 1976 a 1977. Bala serviu então como bispo da Diocese de Bafia de 1977 até 2003.